# Woody Boogie
«Woody Boogie» es una canción de 1985 interpretada por el grupo musical italiano Baltimora. El sencillo, de los géneros Italo disco y synthpop, fue publicado como segundo corte del álbum debut Living in the Background y se encuentra como cuarta pista. Dos videos promocionales se crearon para acompañar a la canción. 
Luego de su promoción, el sencillo no causó ningún impacto en el Reino Unido ni en los Estados Unidos, a diferencia de su predecesor "Tarzan Boy". Sin embargo, el sencillo recibió un considerable éxito dentro del continente europeo y en Sudamérica , un dato interesante al comienzo de la canción se puede oír una referencia al clásico sonido del anime Pájaro Loco.

## Lista de canciones
Sencillo de 7"
1. «Woody Boogie» - 3:46
2. «Woody Boogie» (Instrumental) - 3:51

Sencillo de 7" (sólo para el Reino Unido)
1. «Woody Boogie» - 3:37
2. «Woody Boogie» (Jumpin' Mix) - 3:46

Sencillo de 12"
1. «Woody Boogie» (Jumping Mix) - 5:50
2. «Woody Boogie» (Instrumental) - 4:35

Sencillo de 12" (sólo para el Reino Unido)
1. «Woody Boogie» (Unknown Mix) - 5:52
2. «Woody Boogie» (Instrumental) - 4:36
3. «Woody Boogie» (7" Versión) - 3:37

## Posicionamiento en listas
| Lista (1985)                            | Máxima posición |
| --------------------------------------- | --------------- |
| Alemania (Offizielle Deutsche Charts)   | 20              |
| Bélgica (Flandes) (Ultratop 50)         | 11              |
| España (AFYVE)                          | 7               |
| Finlandia (The Official Finnish Charts) | 4               |
| Irlanda (IRMA)                          | 30              |
| Italia (FIMI)                           | 23              |
| Países Bajos (Dutch Top 40 Tipparade)   | 16              |
| Países Bajos (Mega Single Top 100)      | 32              |
| Suecia (Sverigetopplistan)              | 4               |
| Suiza (Schweizer Hitparade)             | 15              |